# Gårdssjön, Västergötland
Gårdssjön är en sjö i Skara kommun i Västergötland och ingår i Göta älvs huvudavrinningsområde. Sjön har en area på 0,082 kvadratkilometer och ligger 127,5 meter över havet. Gårdssjön ligger i Höjentorp-Drottningkullen Natura 2000-område.

## Delavrinningsområde
Gårdssjön ingår i det delavrinningsområde (647692-137170) som SMHI kallar för Mynnar i Härlingtorpskanalen. Avrinningsområdets medelhöjd är 131 meter över havet och ytan är 5,29 kvadratkilometer. Räknas de 6 delavrinningsområdena uppströms in blir den ackumulerade arean 30,89 kvadratkilometer. Vattendraget som avvattnar avrinningsområdet har biflödesordning 5, vilket innebär att vattnet flödar genom totalt 5 vattendrag innan det når havet efter 260 kilometer. Delavrinningsområdet består mestadels av skog (21 procent), öppen mark (17 procent) och jordbruk (46 procent). Avrinningsområdet har 0,85 kvadratkilometer vattenytor vilket ger det en sjöprocent på 16,1 procent.